# HN R200
HN R200 je český supersportovní automobil z dílny Hoffmann&Novague uvedený v roce 2016, který je poklonou vozu Škoda 200 RS. Byly vyrobeny jen tři exempláře, oranžový, tmavě modrý a světle modrý.

## Historie vozu
Vývoj vozu trval přibližně dva a půl roku, získání homologace další rok. Koncept představený v dubnu 2015 byl původně nazvaný R200 non-fiction. Stál na základech první generace Audi R8 a dostal novou karoserii, která odkazuje na slavnou Škodu 110R. Finální podoba pod názvem HN R200 dostala v říjnu 2016 homologaci pro silnice. Tehdy se mluvilo o výrobě až 30 exemplářů. K létu 2019 byly vyrobeny 3 kusy. Všechny 3 vyrobené vozy jsou k vidění v muzeu veteránů, která je součástí Kovozoo ve Starém Městě. 

## Popis vozu
Auto je vyrobeno přestavbou Audi R8 předchozí generace s manuální převodovkou. Architektura výchozího auta určila také tvar HN R200. Z původního Audi R8 je zachován podvozek, vzadu uložený osmiválcový motor a okenní skla. Karoserie je převážně hliníková, doplněná kompozitovými prvky z uhlíkových vláken. Přední světla pochází z Bentley a také většina ostatních při stavbě použitých komponentů je od koncernu Volkswagen. Výkon auta dosahuje 430 koní, auto jede maximálně 280 km/h a z 0 na 100 km/h zrychlí za 4,5 s. Vůz byl v době uvedení v říjnu 2016 prodáván za cenu 4,2 milionu Kč.